# 乙ヶ妻のシダレザクラ

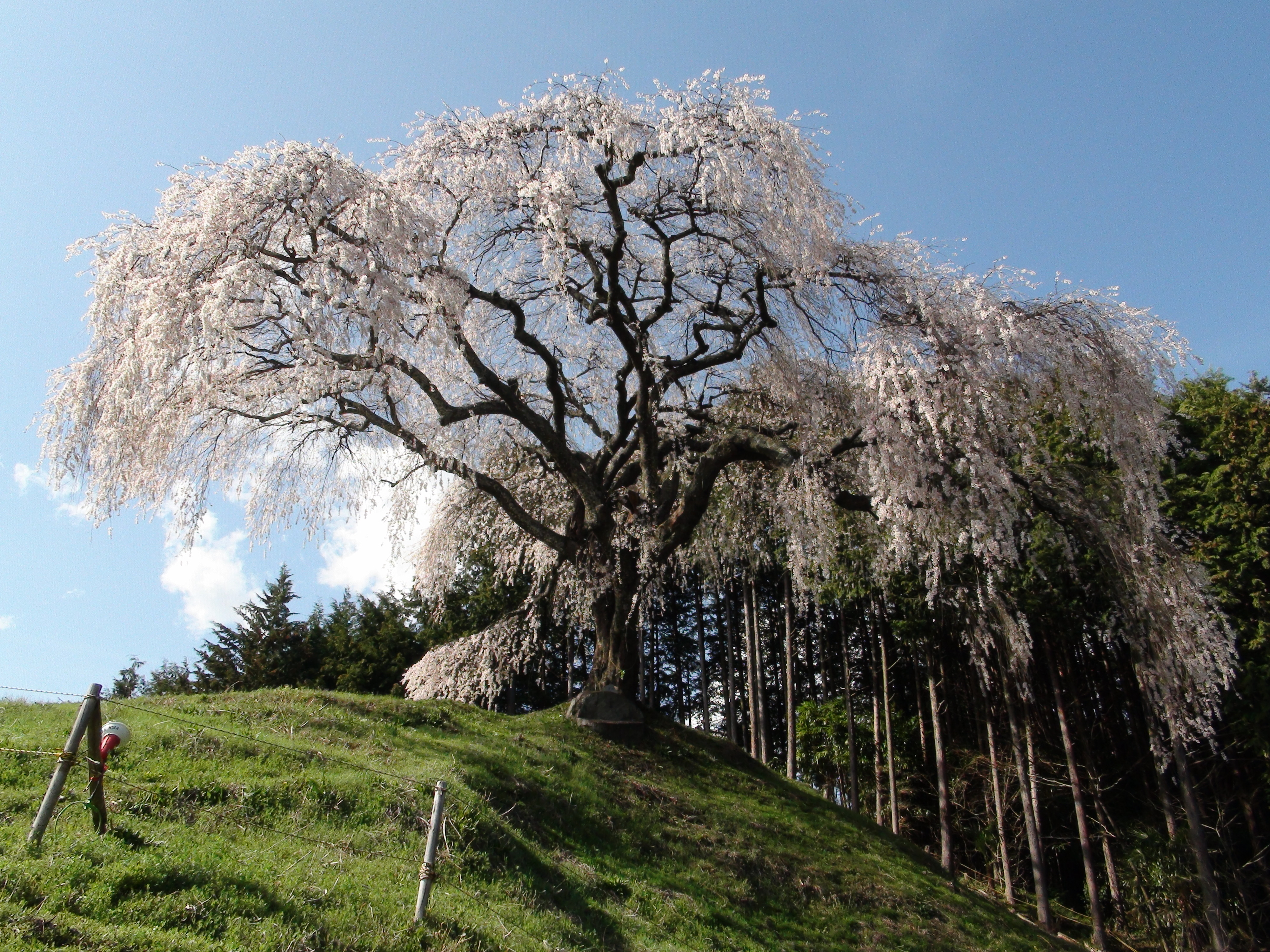
乙ヶ妻のシダレザクラ（2013年4月4日撮影）

乙ヶ妻のシダレザクラ（おっかづまのシダレザクラ）は、山梨県山梨市牧丘町室伏（むろぶし）乙ヶ妻地区に生育するシダレザクラの巨木である。
このサクラは、甲府盆地北東端、笛吹川水系支流琴川左岸の小高い丘の中腹に生育しており、眼下に甲府盆地、遠く御坂山地、富士山を望む。

## 由来
甲府盆地から埼玉県秩父市方面へ向かう国道140号（通称雁坂みち）千野々宮交差点から、山梨県道210号杣口塩山線（通称クリスタルライン）を乙女高原方向に登って行くと、琴川の谷間を挟んだ右（北東）側の山腹に1本のシダレザクラの巨木が見えてくる。この木が乙ヶ妻のシダレザクラである。
乙ヶ妻集落の民家の間を抜けた小高い草地の丘は、地元では「山の上」と呼んでおり、その頂部（標高約680メートル）に生育する乙ヶ妻のシダレザクラは、根回り4.6メートル、目通り3.8メートル、樹高8.7メートル、枝張りは東西に8.5メートル、南北に8メートルに達する巨大なもので、推定樹齢は約150年-200年ほどであり、1976年（昭和51年）3月30日に、当時の牧丘町によって町の天然記念物に指定され、今日では合併後の山梨市の天然記念物となっている。なおこのサクラを含めた一帯は同地に在住する個人の所有地であるが、一般に開放されており自由に見学することができる。開花期は例年4月上旬から中旬で、近年では夜間のライトアップも行われている。この高台には秋葉さん、天神宮などの祠があり、乙ヶ妻の住民はこの広場で花見の宴会を行う。
乙ヶ妻のシダレザクラのある旧牧丘町は、総面積のおよそ80パーセントが山地で占められ、古くから人々の住む平地、丘陵地は笛吹川およびその支流の中小河川に沿った限られた位置に集落が発達した。乙ヶ妻はいわゆる字名であり、今日の住居表示では山梨市牧丘町室伏に含まれる。乙ヶ妻（おっかづま）の地名表記は古くは『甲斐国志』に旧室伏村、奥勝間（おっかっま）と記載されており、今日の乙ヶ妻は奥勝間から変化した当て字と考えられている。勝間とは、家の奥隅にある部屋のことで、琴川上流部に位置する地形的なものから「奥地にある勝間」との意味合いから、奥勝間と呼ばれるようになった地名と考えられている。

## ギャラリー

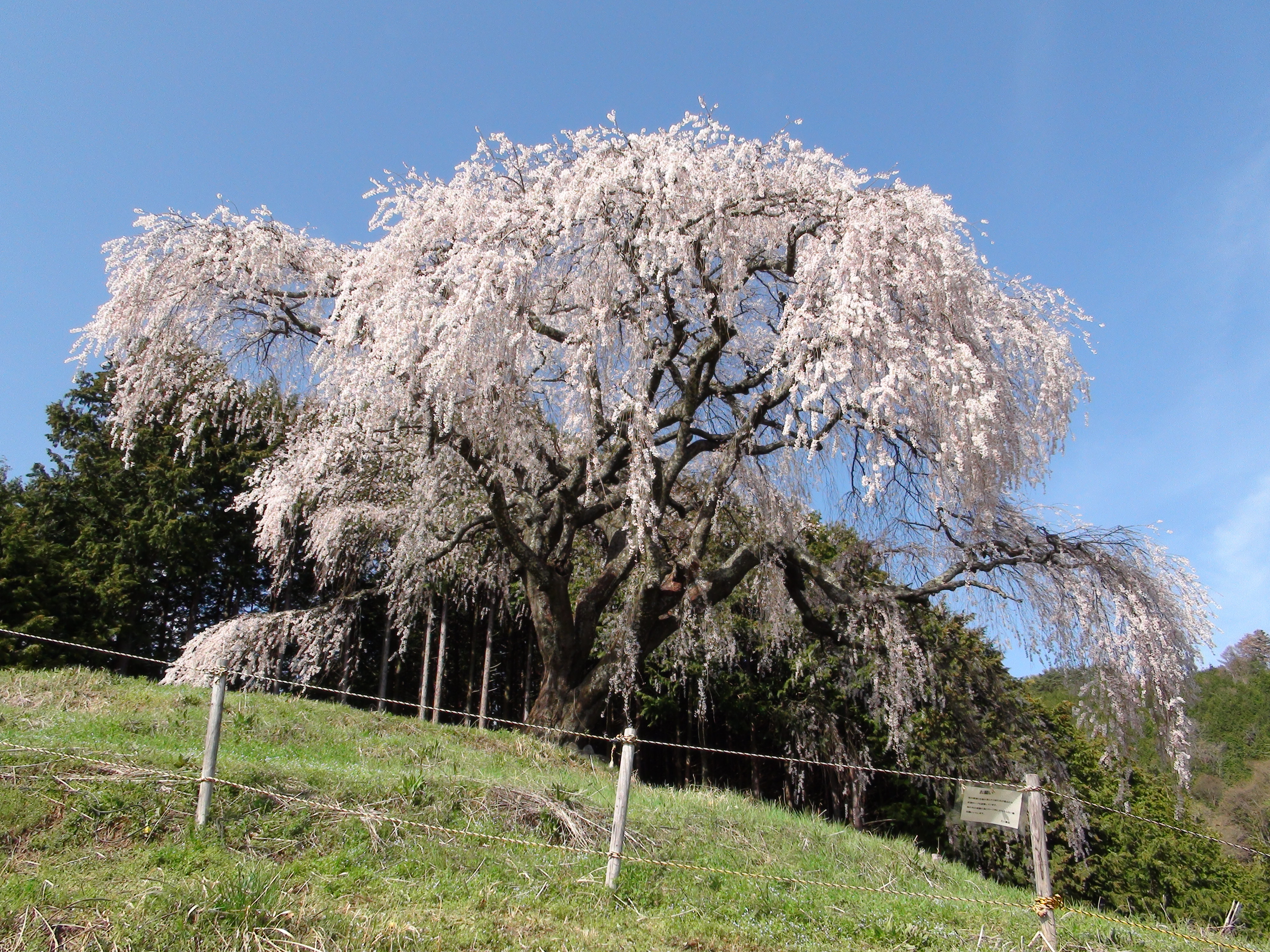
正面から
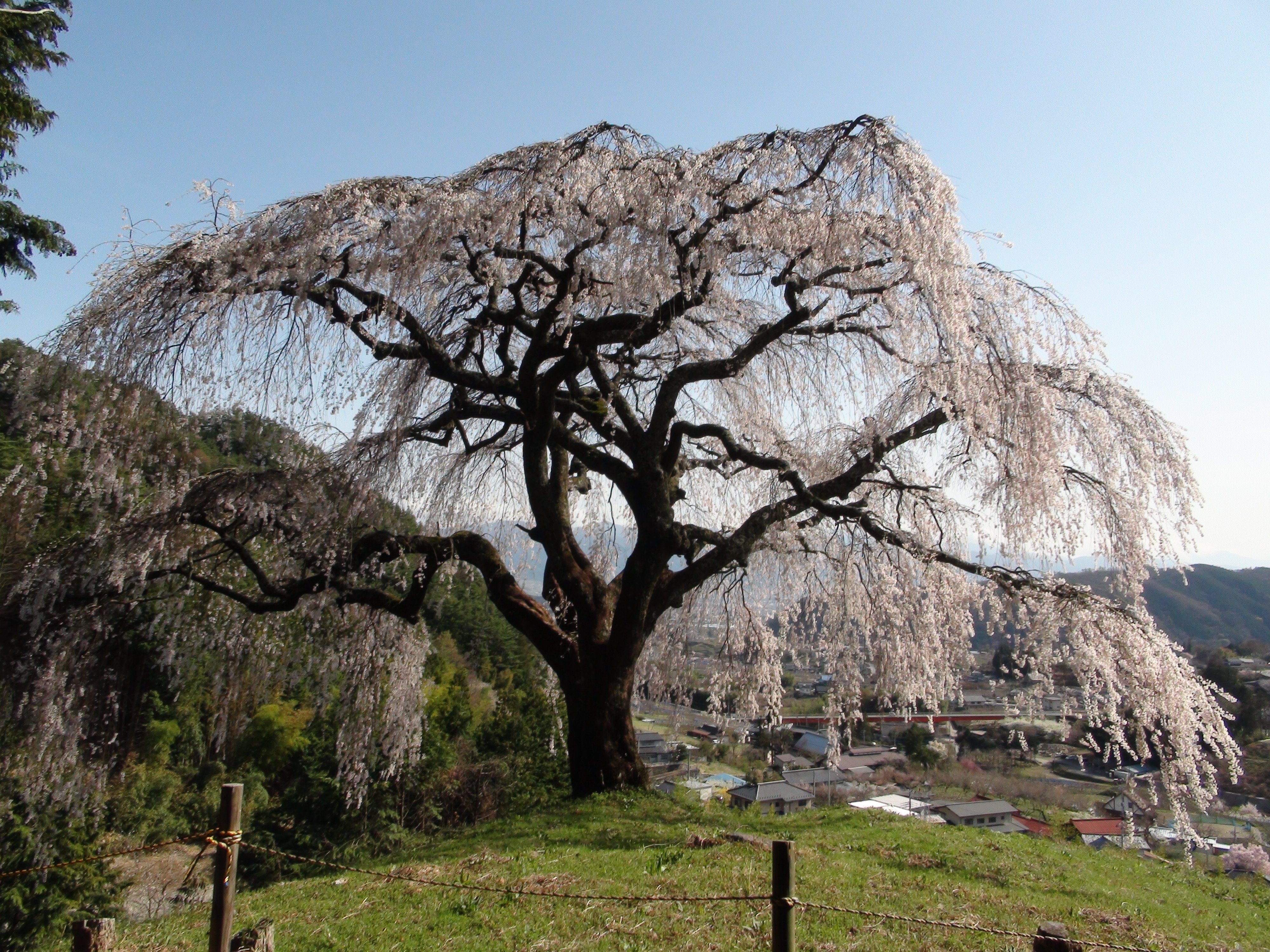
裏側から（背後は甲府盆地）
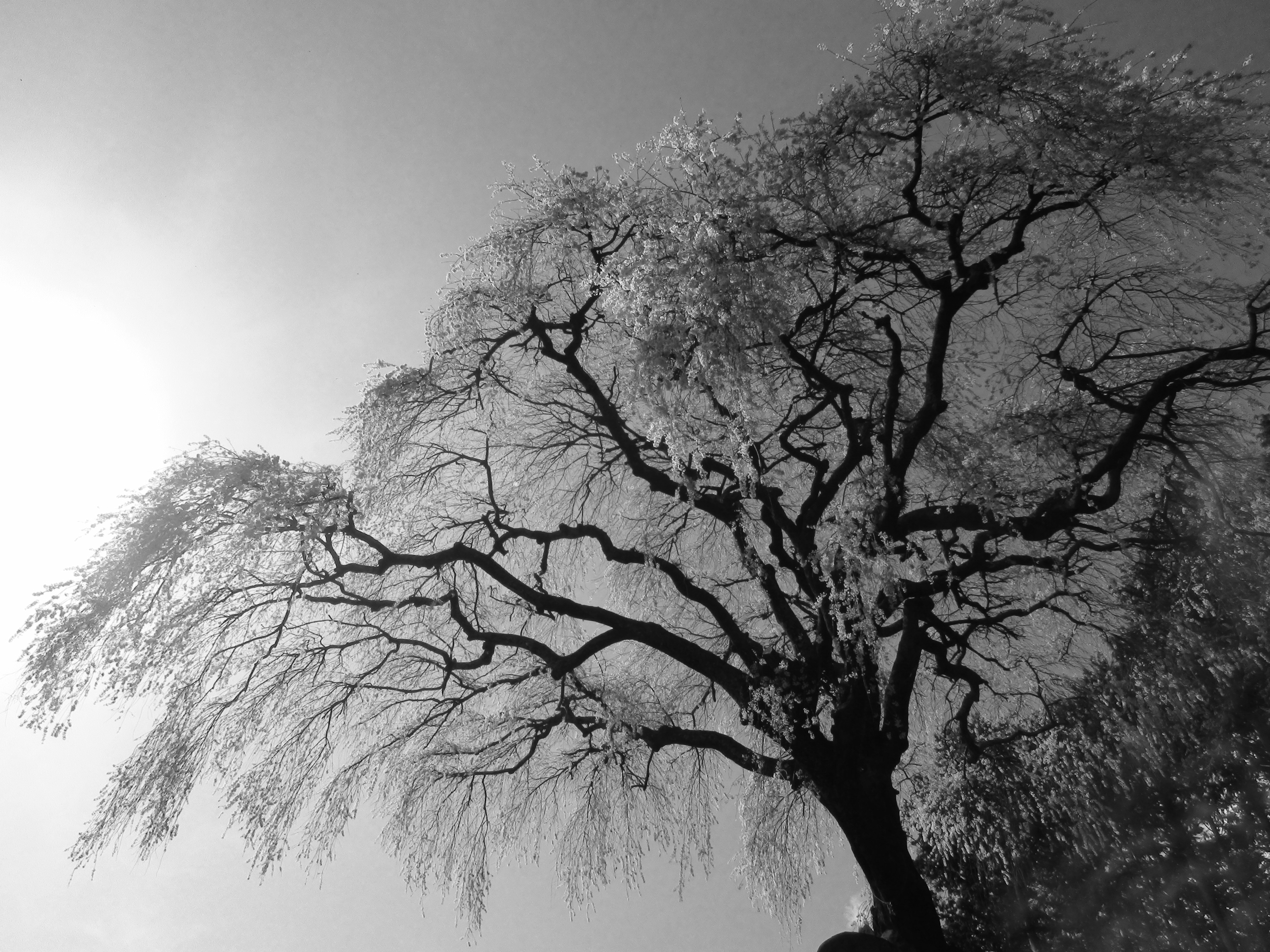
東側から
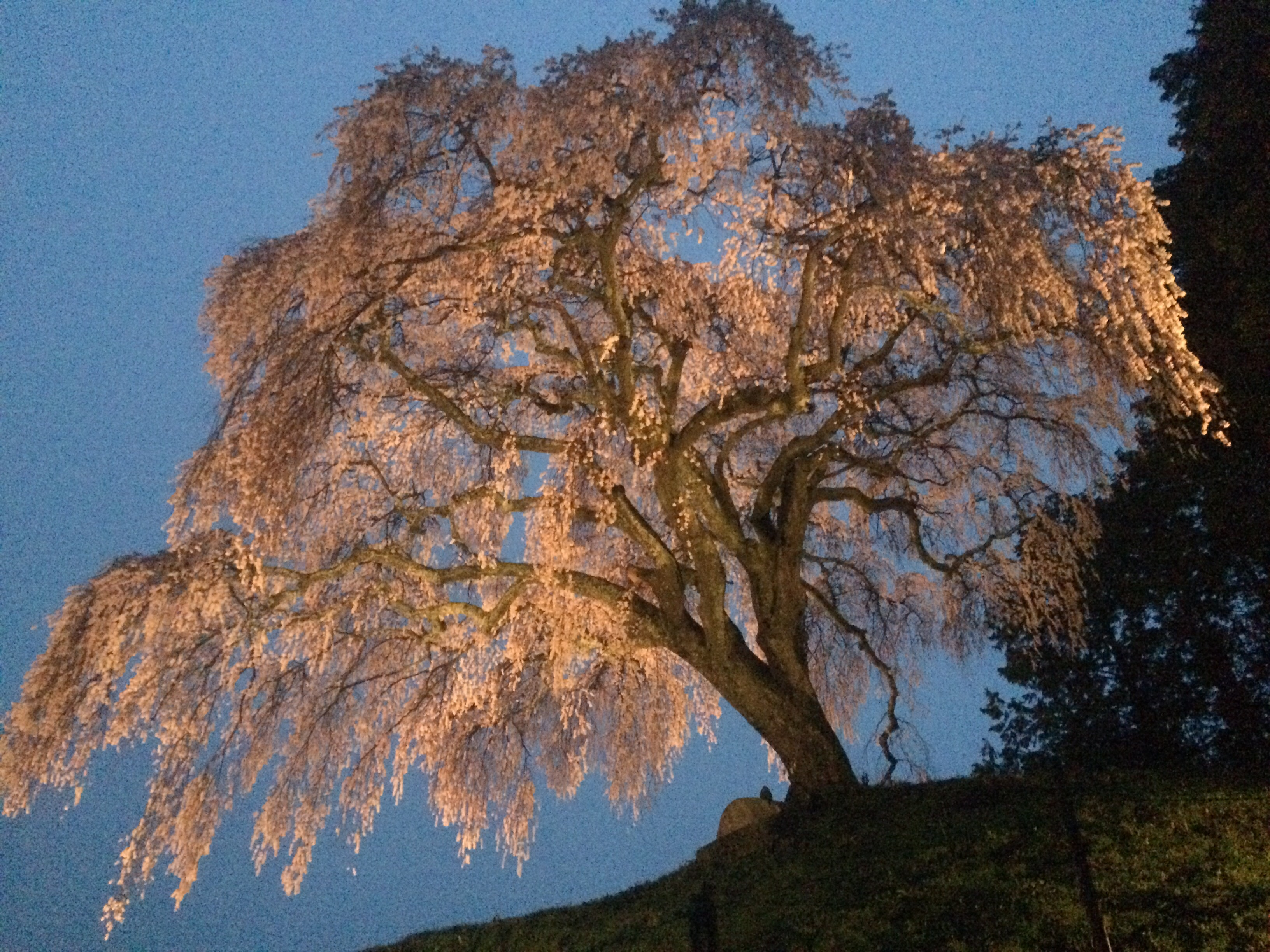
夜間ライトアップ

## 交通アクセス
所在地
- 山梨県山梨市牧丘町室伏乙ヶ妻

交通
- バス

以下のバス路線によりアクセス可能である。
1. JR中央本線塩山駅より甲州市市民バス「西沢渓谷線・窪平線」に乗車→「窪平」バス停で乗り換え[9]
2. 「窪平」バス停より山梨市営バス「牧丘循環線（杣口方面）」に乗車→「中牧神社」或いは「乙ヶ妻入口」バス停で下車[10]（徒歩約15分）

- 自動車：乙ヶ妻公民館に5台駐車可能[11]